# 金属管工事
金属管工事(きんぞくかんこうじ)とは、電気工事の施工方法の一種である。

## 電気設備技術基準解釈178条より
電気設備技術基準解釈178条を以下に簡単に記す。(これは金属管工事に関する項である)
- 金属管工事は金属製電線管を用いた工事で、施設できる場所の範囲が広く、最も適用性の広い工事方法である。
- メタルラス、ワイヤラス、及びトタン板などの造営材に貫通させるとき、漏電による火災や感電事故を防ぐために金属管と造営材は完全に絶縁しなければならない。

また、湿気のある場所での配管は、管本体が腐食しない方法で施工しなければならない。
電線について
絶縁電線、原則としてより線を使用する(但し直径3.2mm以下は単線で良い)
金属管内では、電線を接続してはいけない
1回路内の電線を全て同一管内に収めること（電磁的不平衡を起こさせないようにするため）
使用金属管について
- 管の厚さについて

コンクリートに埋め込む場合1.2mm以上
日本壁やしっくい壁に埋め込む場合は1.0mm以上
(しかし市販されている金属管は1.2mm以上のものが多い)
- 金属管に収められる電線数について

間に屈曲がなく容易に挿入でき、電線が全て同一太さ、かつ8mm2である場合は、金属管の内部面積の48％以下とし、異なる太さの場合は32％以下とする。
配管について
- 管相互の接続は必ずカップリングで接続し、電気的にも接続しなければならない。
- 腐食する恐れがある場合は、その箇所を塗料などで管を保護しなければならない。
- 湿気、または水気のある場所に施設するには防湿装置が必要である。
- 接続点の抵抗を小さくするために、ボンド接続をしなければならない。
- コンクリート埋め込み管は、管相互の間隔は3cm以上とする。

また、スラブには管の太さの1/3以上の管を埋め込んではならない。

## 関連事項
- 電気工事士
- 金属製電線管